# Wienhausen
Wienhausen è un comune di 4.188 abitanti della Bassa Sassonia, in Germania.
Si trova a nord-ovest di Braunschweig e Wolfsburg, a ovest del confine con lo Stato di Sassonia-Anhalt.
Appartiene al circondario (Landkreis) di Celle (targa CE) ed è parte della comunità amministrativa (Samtgemeinde) di Flotwedel. Il paese si sviluppa intorno all'abbazia di Wienhausen.

## Storia
Nella documentazione storica la città viene menzionata per la prima volta nel 1052 come Huginhusen. Wienhausen senza dubbio ricopriva allora una posizione ben strategica, trovandosi alla confluenza dell'Aller e dell'Oker. 
Il duca Ottone I di Braunschweig concesse a sua zia Agnese di Landsberg di abitarvi in una residenza chiamata Domus Ottonis. Oltre a questa il duca donò anche terreni e foreste in accordo con la città di Celle e con l'abbazia di Wienhausen.

## Turismo
Il paese è noto soprattutto per l'abbazia di Wienhausen, dove vengono tenute regolarmente manifestazioni culturali di vario genere.